# Alexander Iulianowitsch Rukawischnikow

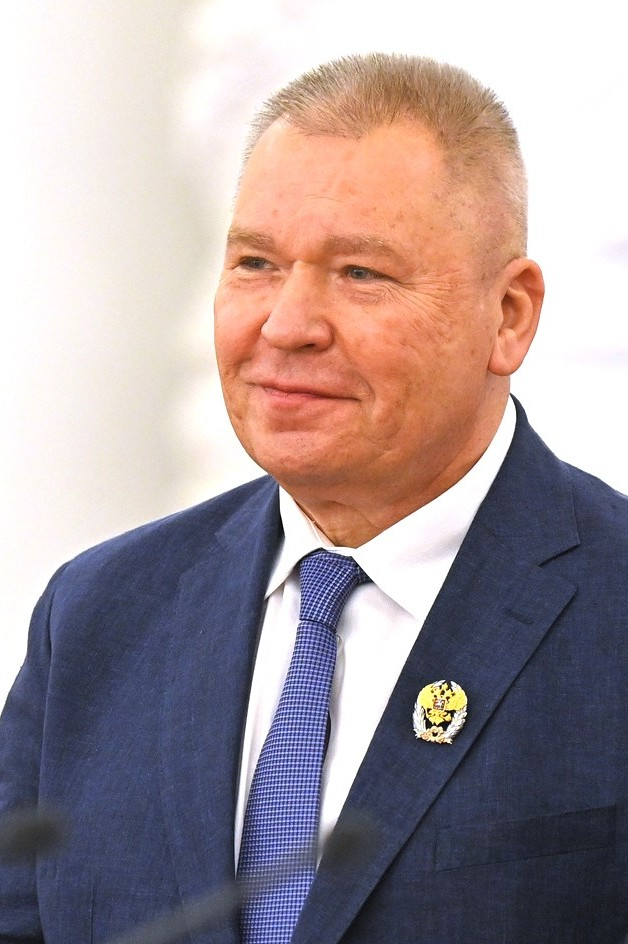
Alexander Iulianowitsch Rukawischnikow (Staatspreisverleihung 2021)

Alexander Iulianowitsch Rukawischnikow (russisch Александр Иулианович Рукавишников; * 2. Oktober 1950 in Moskau) ist ein sowjetisch-russischer Bildhauer und Hochschullehrer.

## Leben
Rukawischnikows Eltern Iulian Rukawischnikow (1922–2000) und Angelina Nikolajewna Filippowa (1923–1988) waren Bildhauer wie auch der Großvater Mitrofan Rukawischnikow. Das Studium am Moskauer Surikow-Kunstinstitut (MGChI, Nachfolger der Moskauer Hochschule für Malerei, Bildhauerei und Architektur) schloss Rukawischnikow 1974 mit der Diplomarbeit Nordfischer bei Lew Kerbel mit Auszeichnung ab.
1975 wurde Rukawischnikow Mitglied der Union der Künstler der UdSSR. Bekannt wurde er in diesem Jahr durch den Obelisken in der Oblast Wladimir zur Erinnerung an den dort mit dem Testpiloten Wladimir Serjogin verunglückten Kosmonauten Juri Gagarin. Weitere Denkmäler folgten. Dabei arbeitete er mit dem Architekten Igor Woskressenski zusammen.
Rukawischnikow beteiligte sich regelmäßig an Kunstausstellungen im In- und Ausland. Einzelausstellungen Rukawischnikows gab es im Zentralen Haus der Kunst und in den Sälen der Akademie der Künste in Moskau, im Nassau County Museum of Art in Roslyn Harbor u. a. Werke Rukawischnikows befinden sich in der Tretjakow-Galerie, im Russischen Museum, im Museum Ludwig und in vielen anderen Sammlungen.
Rukawischnikow gründete 1988 zusammen mit seinem Vater und anderen die Moskauer Künstlervereinigung und Galerie M'ARS als Kunstzentrum für die Veranstaltung von Ausstellungen.
Seit 1993 leitet Rukawischnikow den Lehrstuhl für Bildhauerei des MGChI. Die Ernennung zum Professor erfolgte 2000. 1997 wurde er zum Vollmitglied der Russischen Akademie der Künste gewählt. Seit 2001 ist er Präsidiumsmitglied der Russischen Akademie der Künste.
2012 wurde am Moskauer Semljanoj Wal das Atelier Alexander Rukawischnikows eröffnet. 2014 unterschrieb er die Erklärung der Kulturschaffenden der Russischen Föderation zur Unterstützung der Politik des Präsidenten Putin gegenüber der Ukraine und der Annexion der Krim. Sein 2021 in Belgrad errichtetes Denkmal von König Stefan Nemanja mit einem Schwert in der Hand rief Kritik hervor. Seit 2022 ist er Leiter des Moskauer Tabakow-Theaters.
Rukawischnikows Sohn Filipp wurde ebenfalls Bildhauer.

## Ehrungen, Preise
- Preis des Komsomol (1976)
- Silbermedaille der Akademie der Künste der UdSSR (1982)
- Silbermedaille der Académie des Beaux-Arts (1982) für die John-Lennon-Skulptur
- Verdienter Künstler der RSFSR (1984)
- Verdienter Künstler der Kirgisischen Sozialistischen Sowjetrepublik (1984)[1]
- Ehrenzeichen der Sowjetunion (1986)
- Volkskünstler der Russischen Föderation (1995)[1]
- Orden der Ehre (2000)[7]
- Sretenje-Orden I. Klasse der Republik Serbien (2021)[8]
- Staatspreis der Russischen Föderation im Bereich Literatur und Kunst des Jahres 2020 (2021)[9]

## Werke (Auswahl)

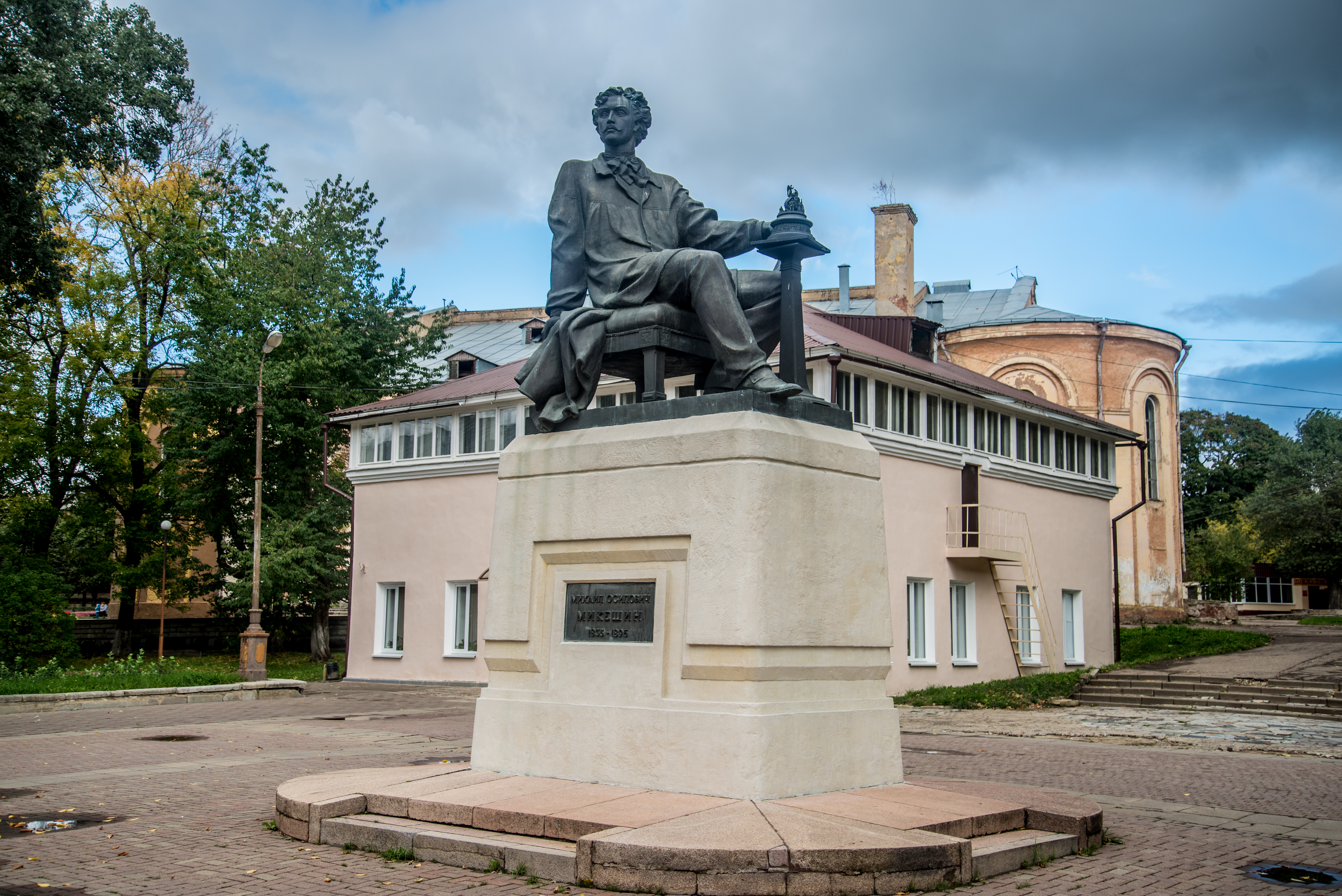
Mikeschin-Denkmal (1985), Smolensk
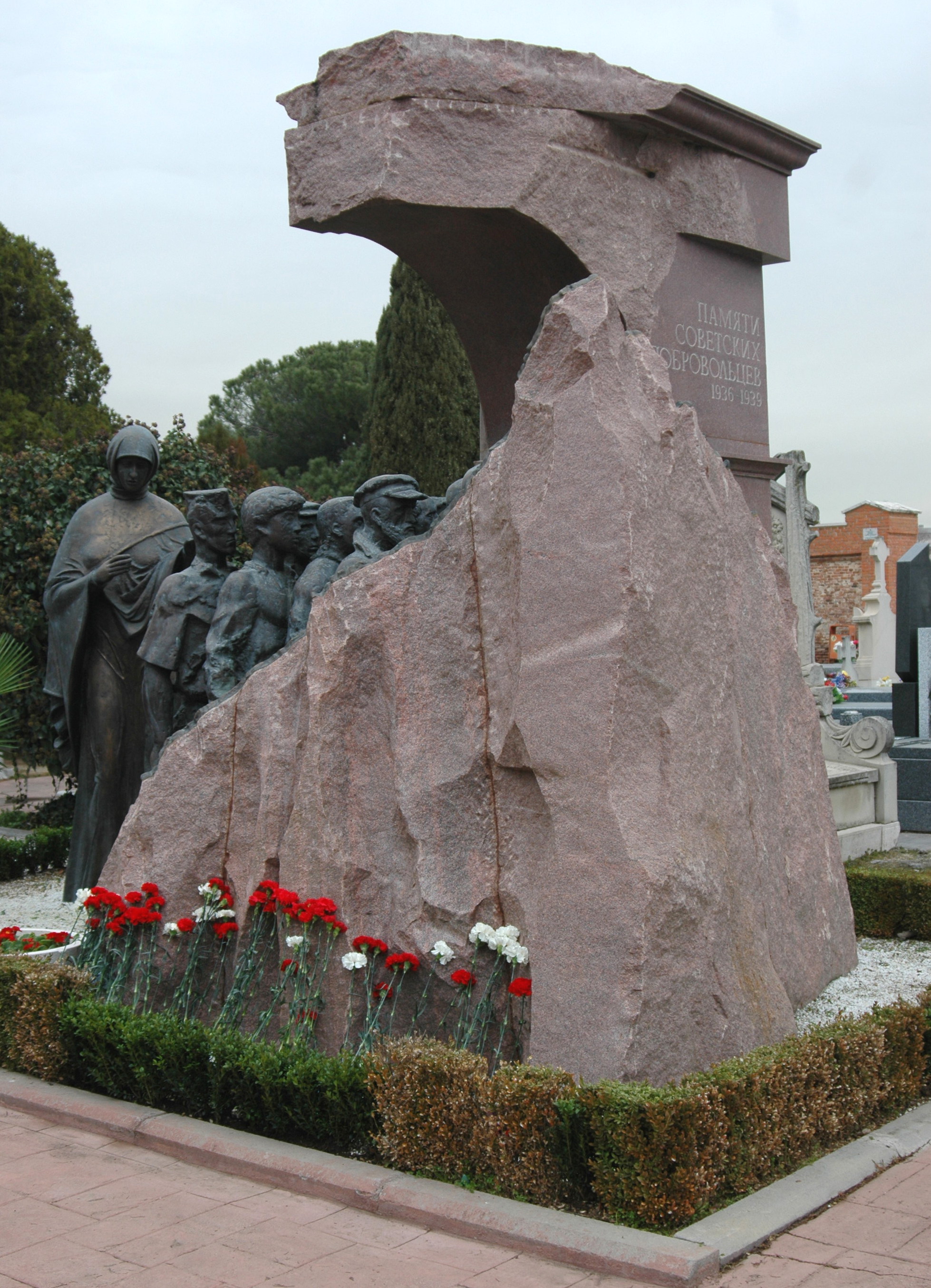
Denkmal der sowjetischen Freiwilligen im Spanischen Bürgerkrieg (1989), Madrid
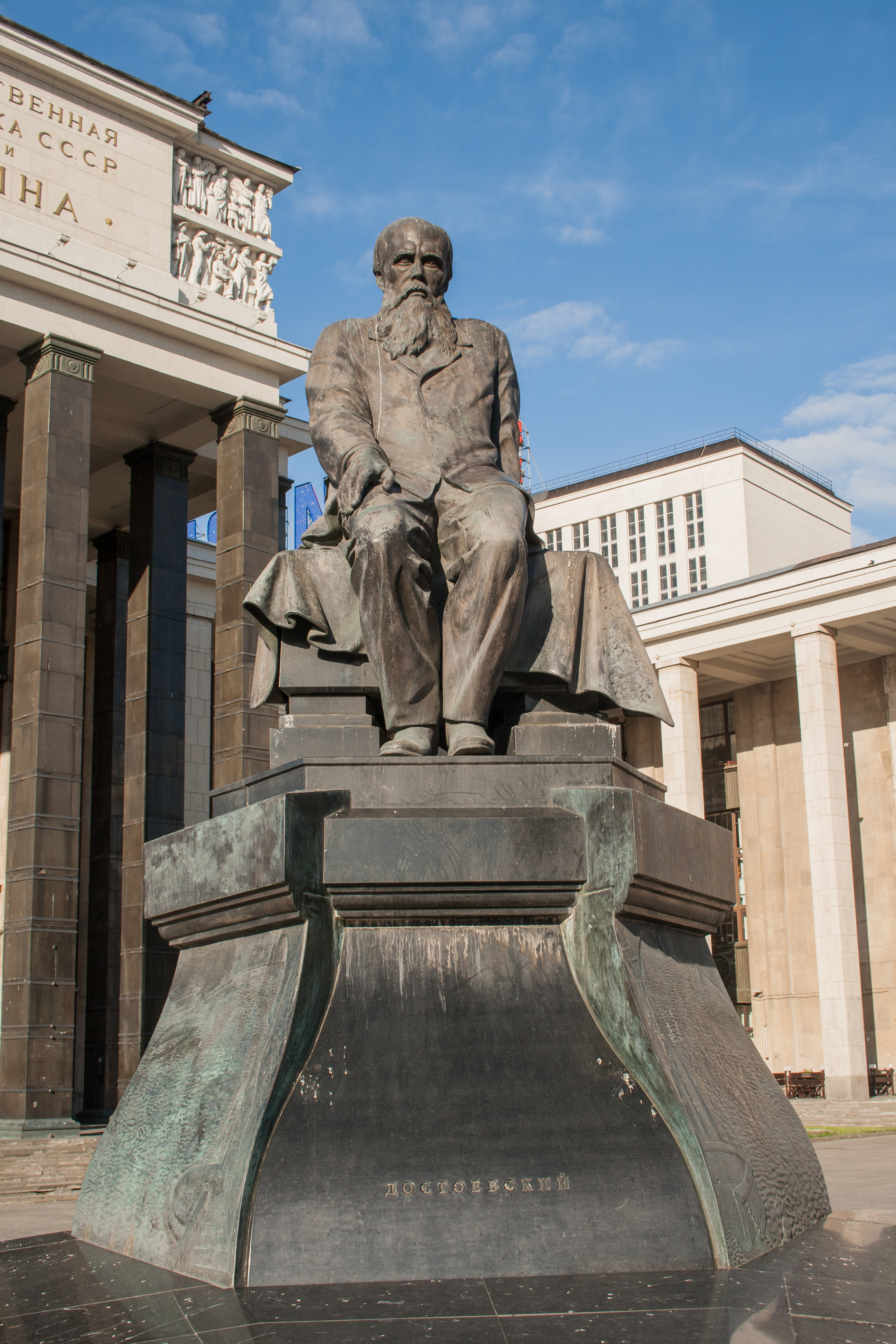
Dostojewski-Denkmal (1997) vor der Russischen Staatsbibliothek, Moskau
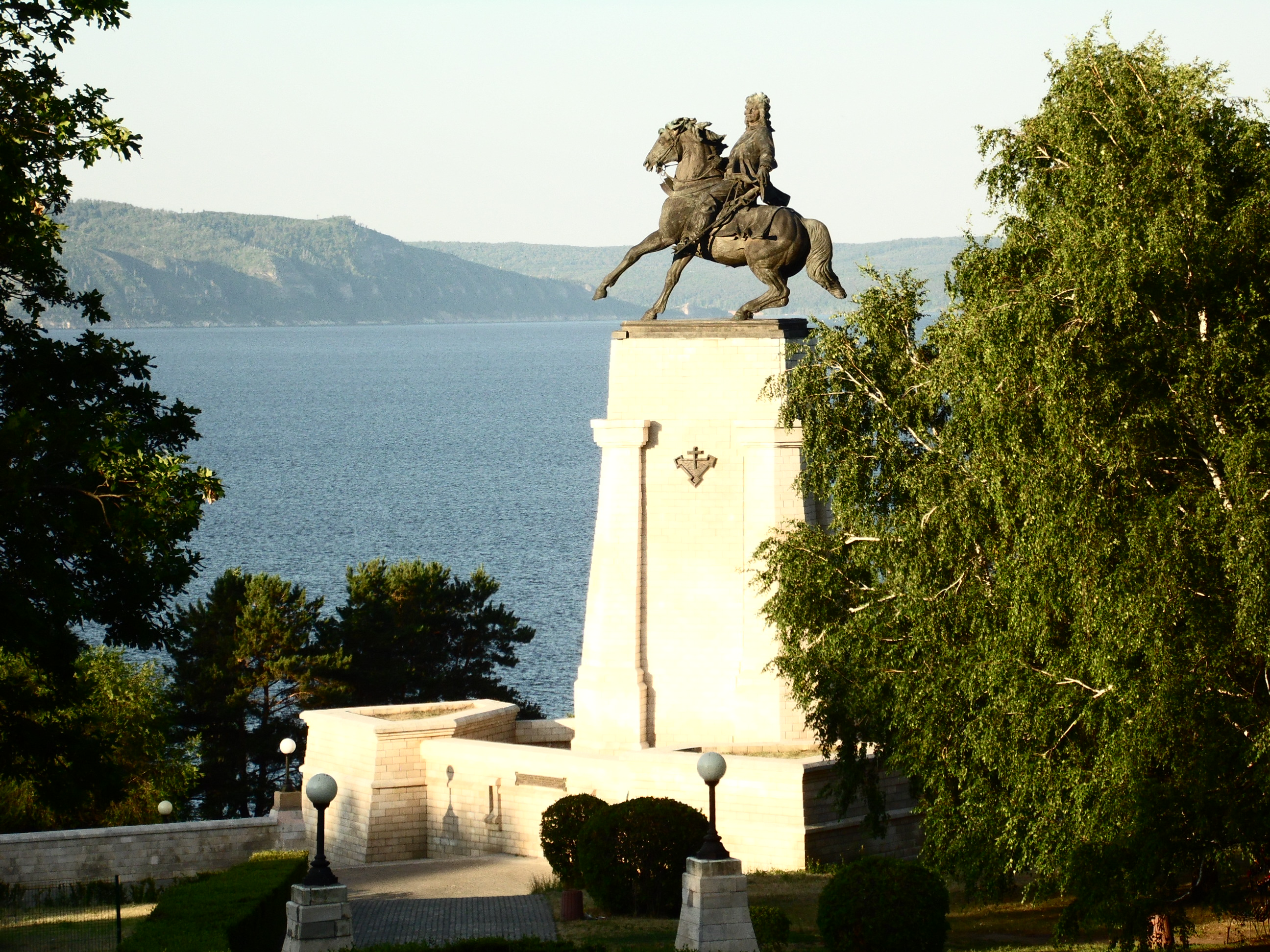
Tatischtschew-Denkmal (1998) an der Wolga, Toljatti
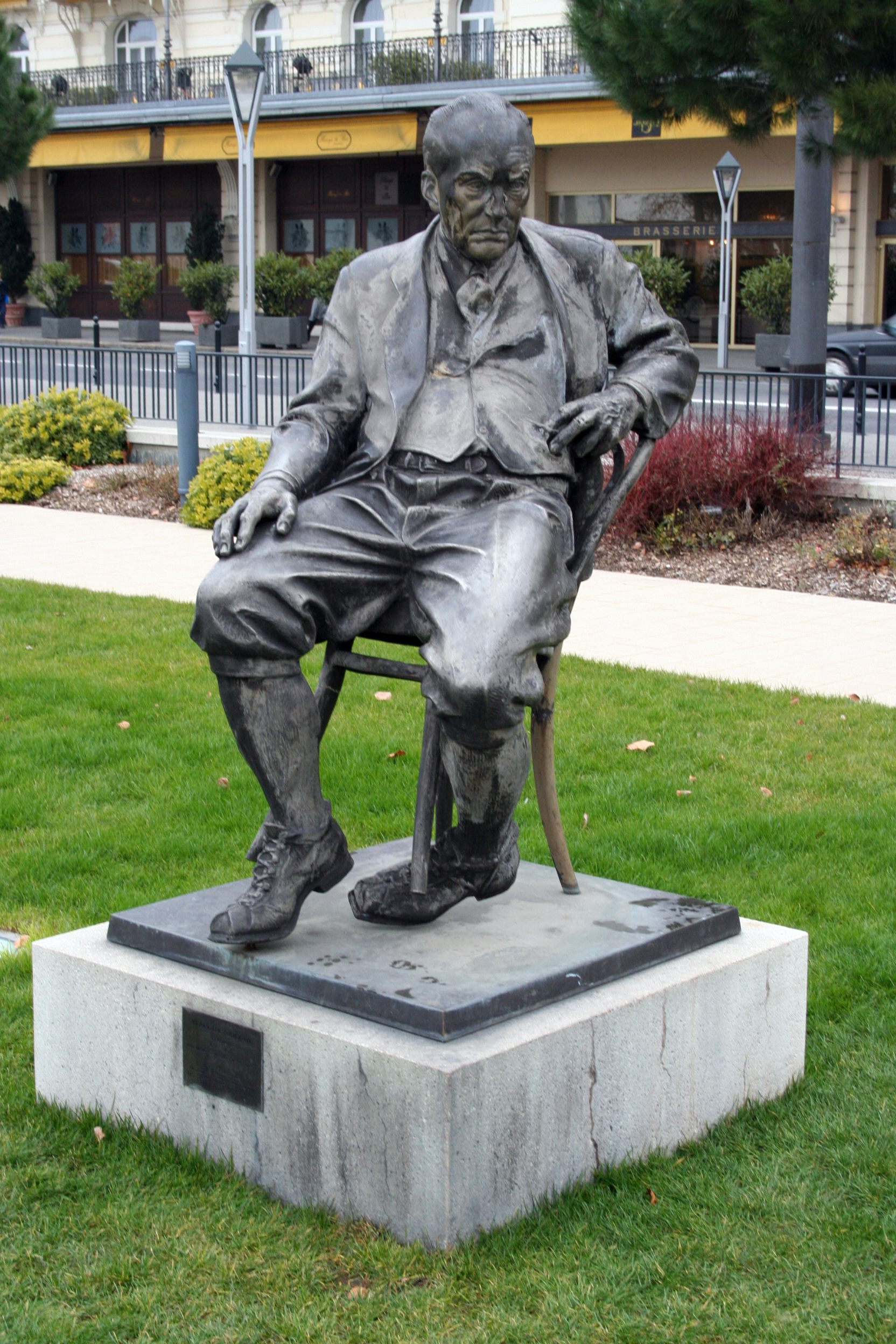
Nabokov-Denkmal (1999) vor dem Fairmont Le Montreux Palace, Montreux
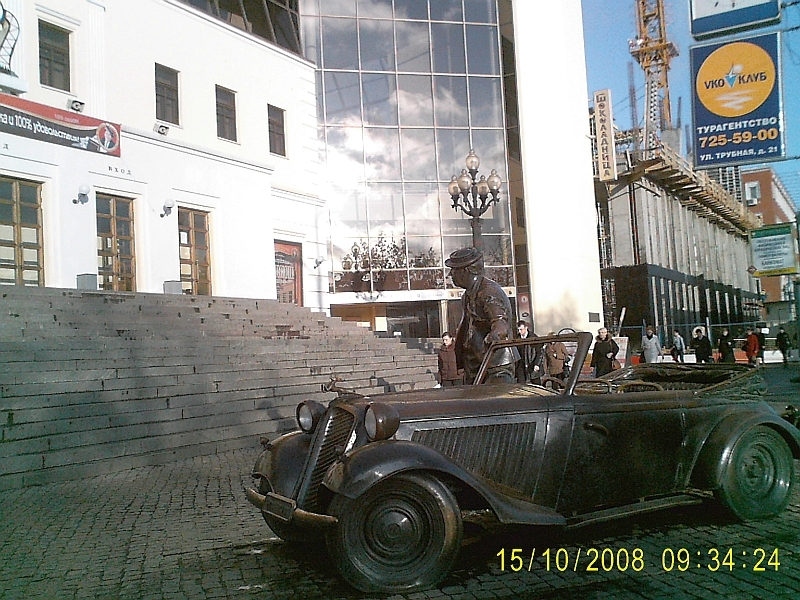
Nikulin-Denkmal (2000) vor dem Nikulin-Zirkus, Moskau
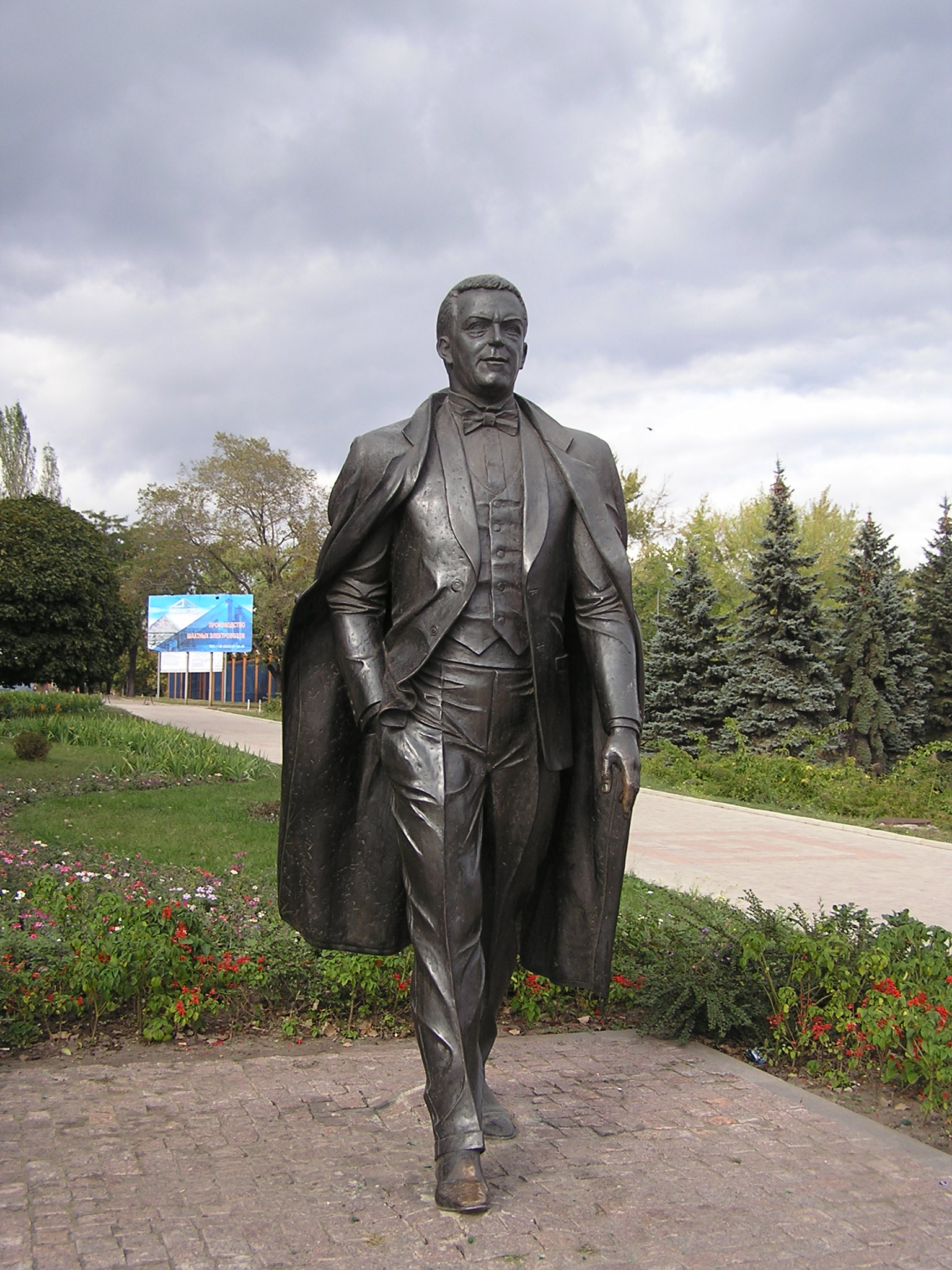
Kobson-Denkmal (2003), Donezk
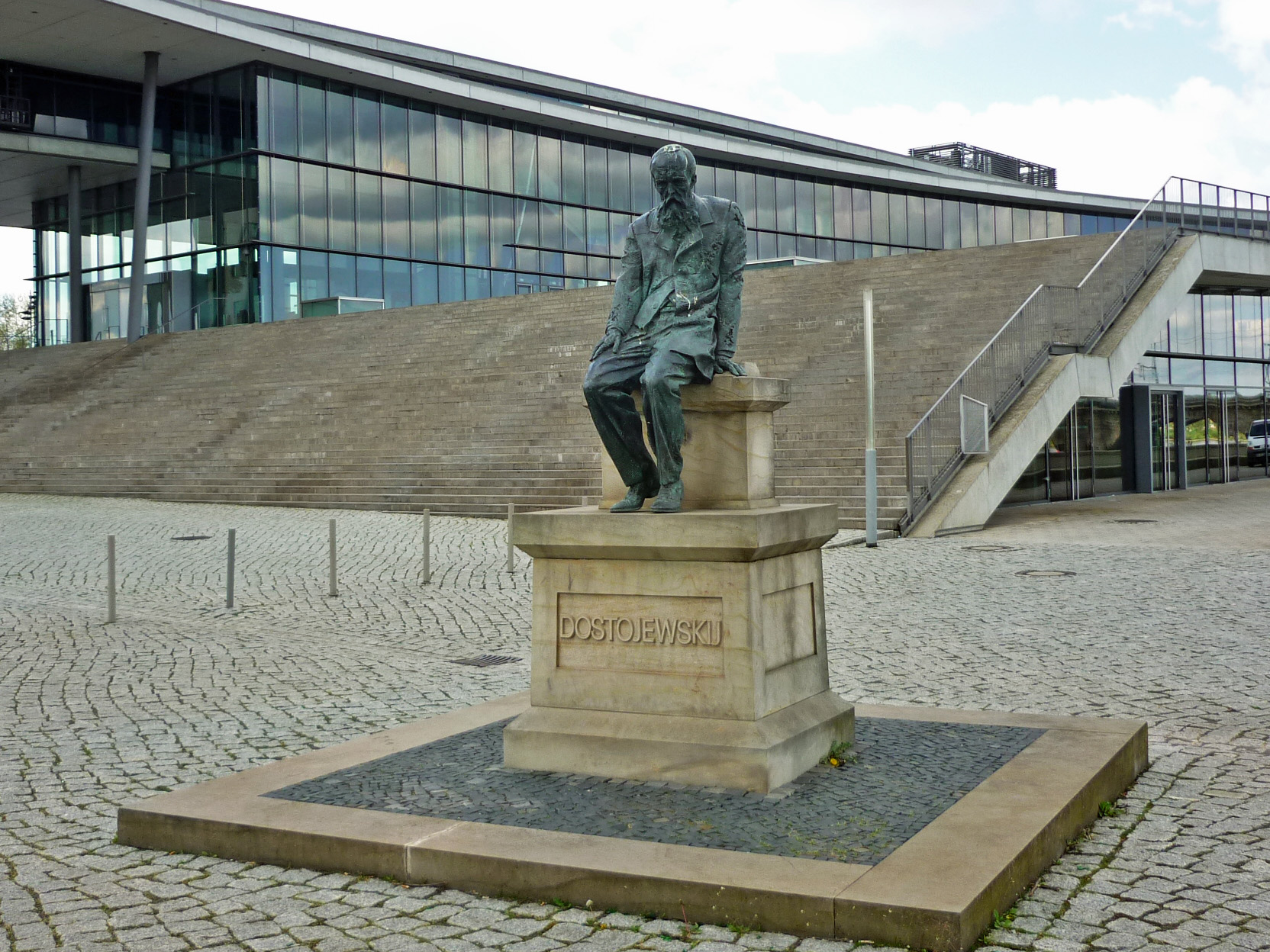
Dostojewski-Denkmal (2006), Kongresszentrum Dresden
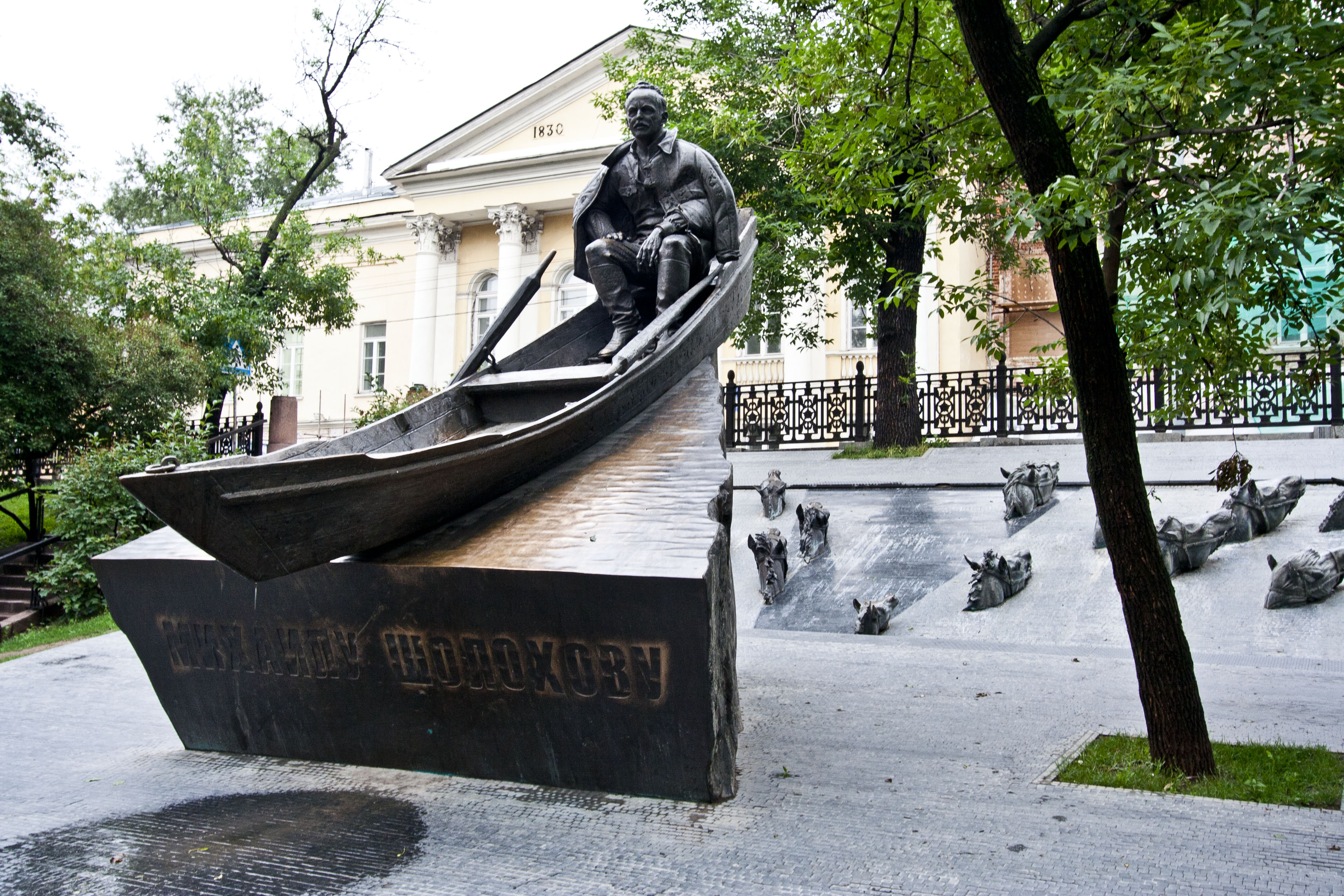
Scholochow-Denkmal (2007), Gogol-Boulevard, Moskau
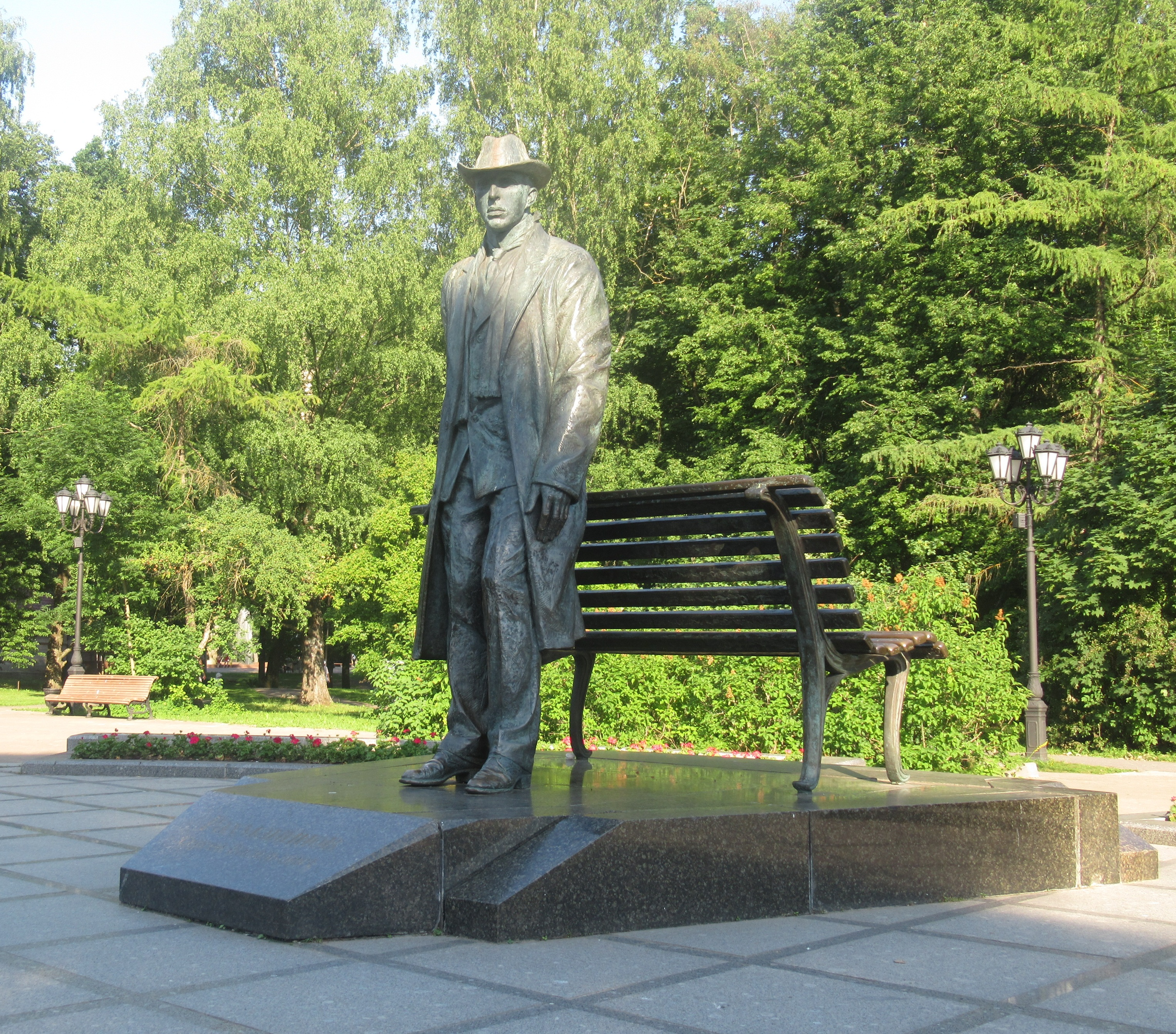
Rachmaninow-Denkmal (2009), Weliki Nowgorod
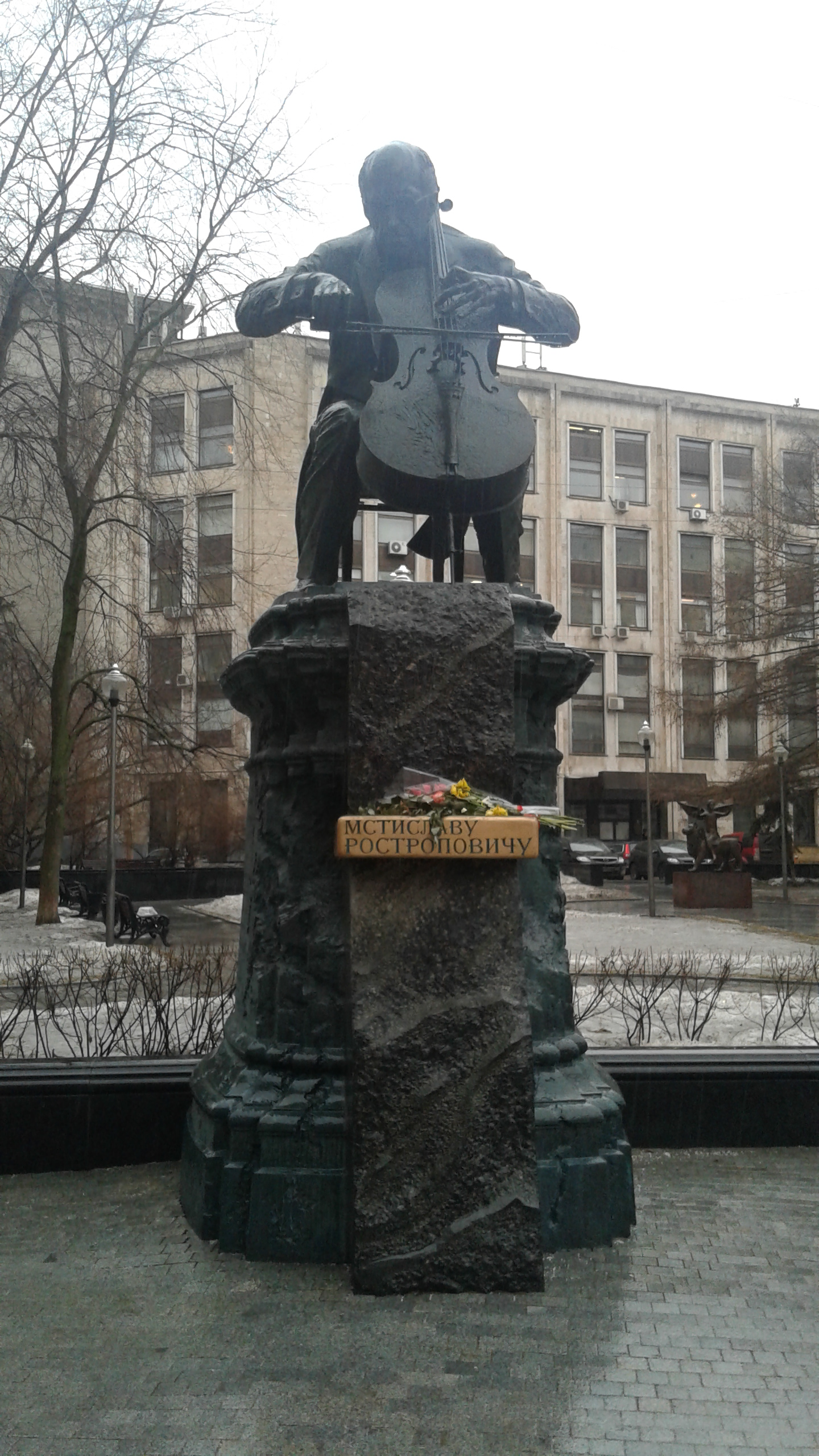
Rostropowitsch-Denkmal (2012), Rostropowitsch-Platz, Moskau
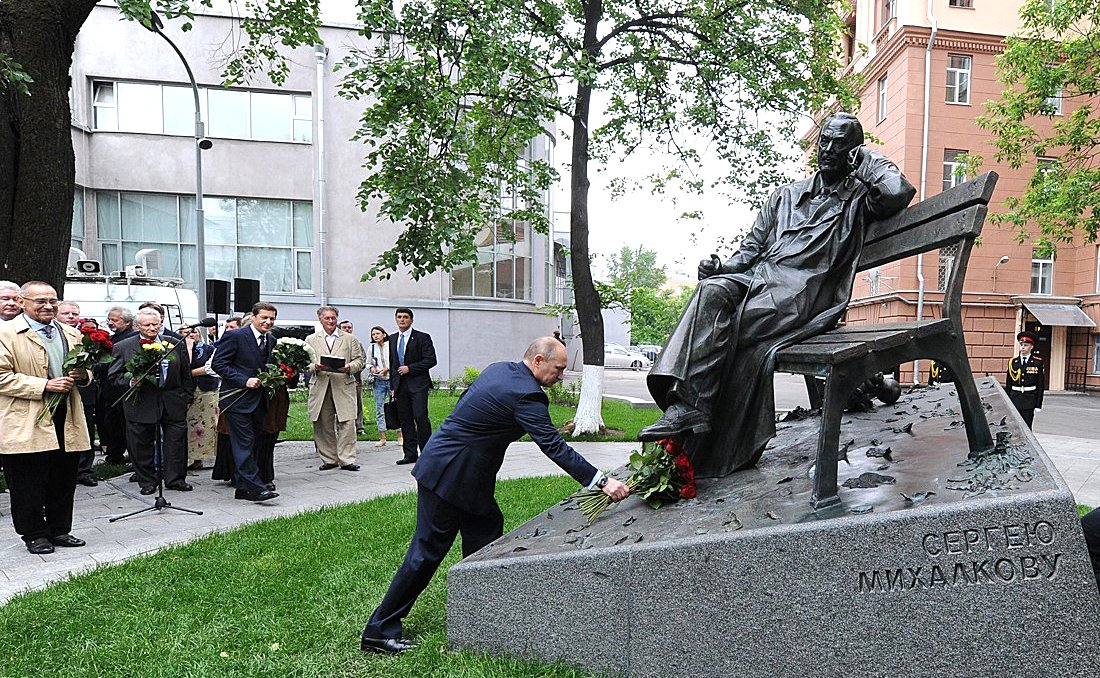
Michalkow-Denkmal (2014, Einweihung mit Präsident Putin), Powarskaja-Straße, Moskau
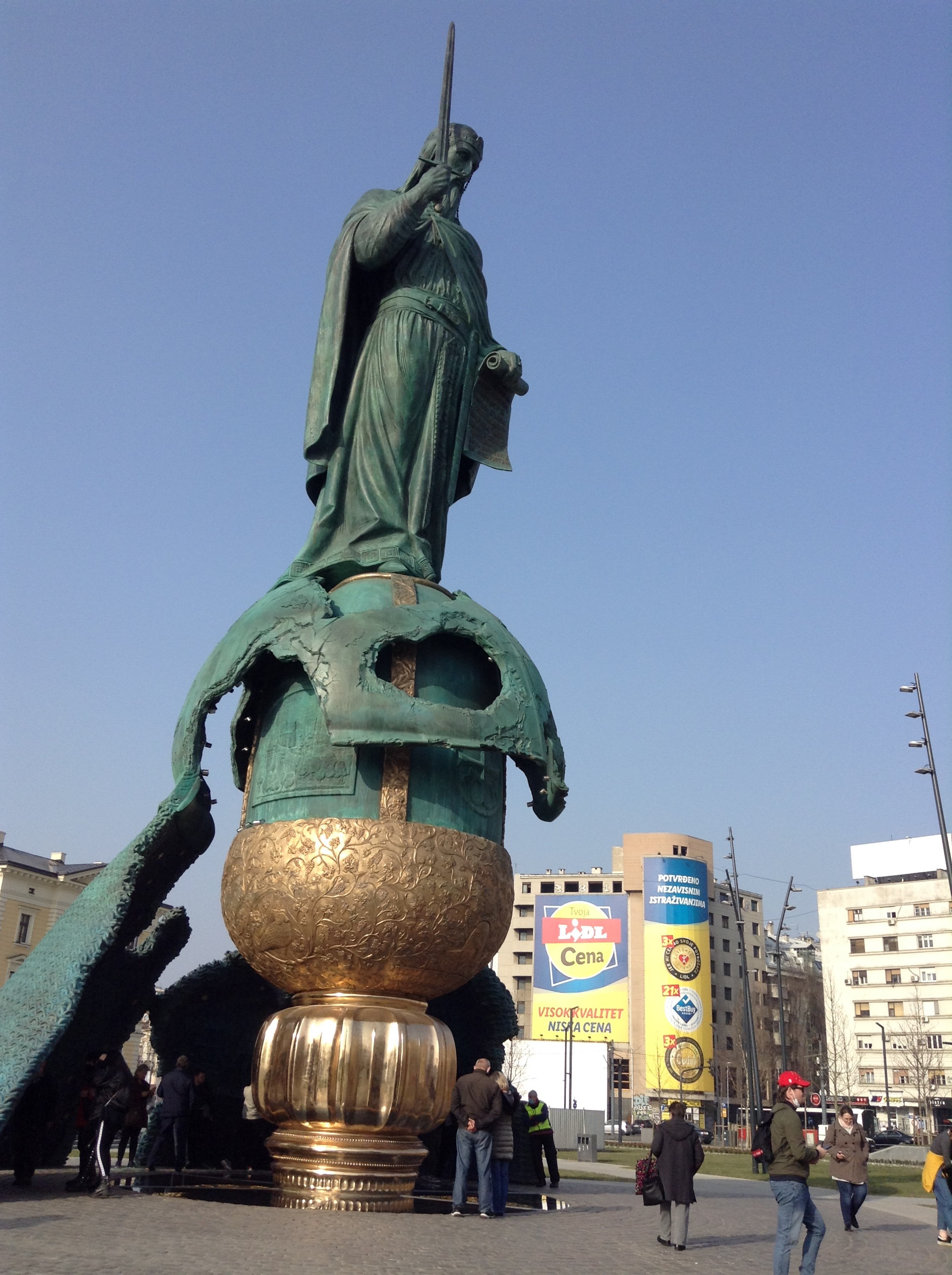
Stefan-Nemanja-Denkmal (2021), Savski Venac, Belgrad